# 制限主権論
制限主権論（せいげんしゅけんろん；ロシア語: Доктрина ограниченного суверенитета, ダクタリーナ・アグラニーチェナバ・スヴェリニチエタ）とは、中央ヨーロッパおよび東ヨーロッパにおけるソ連の影響力が強い国において、「『社会主義制度の崩壊』の脅威はすべての国々に対する脅威である」とし、その国に対する軍事介入を正当化するソ連の外交政策である。1968年8月20日の深夜、ソ連が主導するワルシャワ条約機構加盟国による連合軍がチェコスロヴァキアに軍事侵攻し、翌日の朝までにチェコスロヴァキア全土を占領し、これを正当化するために用いられた。「ブレジネフ・ドクトリン」(Доктрина Брежнева)とも呼ばれる。
1968年6月27日、ソ連の外務大臣、アンドレイ・グロムイコ(Андрей Громыко)は、ソ連最高会議の場において、「社会主義連邦は、その構成国家のいずれかが連邦から離脱しようとする場合、それを容認しない」と発表した。

## 「プラハの春」
1968年1月5日、チェコスロヴァキア社会主義共和国において、アレクサンデル・ドゥプチェク(Alexander Dubček)が党中央委員会第一書記（1953年から1971年までは「チェコ共和国共産党中央委員会第一書記」と呼ばれた）に就任した。ドゥプチェクは、「社会主義が勝利を収めたのち、社会の変革が始まる」と宣言した。これは「人間の顔をした社会主義」(Socialismus s lidskou tváří)と呼ばれ、政治や経済における自由化計画の開始であった。その中には、消費者産業に有利な経済の自由化のみならず、報道の自由、表現の自由、移動の自由、宗教の自由、検閲の廃止、複数政党制の導入も含まれ、ドゥプチェクは国の政治体制の改革を推進しようとした。これは「プラハの春」(Pražské Jaro)と呼ばれた。「人間の顔をした社会主義」なる用語は、チェコの社会学者および哲学者、ラドヴァン・リヒタが初めて提唱した。「プラハの春」は、「国民にある種の自由を提供しよう」という政策であった。ソ連はワルシャワ条約機構加盟国とともに、チェコスロヴァキアと何度も交渉を重ねたが、ドゥプチェクは「人間の顔をした社会主義」を撤回しようとはしなかった。1968年8月20日の午後11時、「ドナウ作戦」(Oпера́ция «Дуна́й»)と名付けられた軍事侵攻が展開され、ワルシャワ条約機構の連合軍が国境を越えてチェコスロヴァキアへなだれ込んだ。ソ連が指揮し、主導したワルシャワ条約機構の軍隊が、ドゥプチェクが実施しようとした自由化の改革を阻止・鎮圧するため、チェコスロヴァキアに侵攻するに至った。1968年10月16日、チェコ共和国共産党の指導部は協定に署名し、ソ連軍がチェコスロヴァキアの領土内に駐留することが決まった。占領軍の存在については、「チェコスロヴァキアにおける社会主義体制に対する新たな脅威と社会主義の共同体の国々の安全に対する脅威が去り次第、チェコスロヴァキアの領土から同盟軍の段階的撤退が行われる」とされた。モスクワ協定の第5項には、「同盟国の軍隊およびその他の機関は、チェコスロヴァキアの内政には干渉しない。チェコスロヴァキアにおける社会主義の建設と社会主義共同体の安全に対する新たな脅威が消え次第、チェコスロヴァキアの領土から同盟軍の段階的撤退が実施されるであろう」と明記された。1991年6月27日、ソ連は最後の部隊を撤退させ、チェコスロヴァキアの領土内におけるソ連軍の23年間の「一時的」な駐留に終止符が打たれた。

## 「ブレジネフ・ドクトリン」
1968年9月26日、ソ連の新聞『プラーヴダ』(Правда)は、「社会主義諸国の主権と国際的義務について」と題した記事を掲載した。署名したのはセルゲイ・コバリョフであった。この記事では、「社会主義諸国における社会主義制度を改善するにあたっての具体的な措置を取ることについては誰も干渉はしない。しかしながら、いずれかの国における社会主義体制そのものが危険に晒されれば、状況は根本から変わる。社会制度としての世界社会主義は、すべての国の労働人民にとっての共通の成果であり、不可分のものであり、その防衛は、地球上の全ての共産主義者、すべての進歩的人民、社会主義諸国の労働人民にとっての共通の大義である」と記述された。この記事に書かれた内容は、社会主義圏諸国における国家の主権を制限し、必要とあらば軍事力の行使も辞さない政策である「社会主義諸国における主権の制限」、のちに「ブレジネフ・ドクトリン」(Доктрина Брежнева)と呼ばれることになった。
1968年11月12日に開催されたポーランド統一労働者党第5回党大会に出席したレオニード・ブレジネフ(Леонид Брежнев)は以下のように演説した。
```
ソ連は、社会主義諸国の主権と独立を真に強化するために多大な貢献を果たして参りました。我が党は、それぞれの社会主義国家の事情を考慮し、社会主義の理論に沿った発展の具体的な形態の決定を提唱して参りました。しかしながら、同志諸君、社会主義建設にあたっての一般法則が存在し、そこからの逸脱は社会主義そのものからの逸脱につながりかねないことはご存じでしょう。そして、社会主義に敵対する内外の勢力によって社会主義国の発展が資本主義制度に傾くとき、その国の社会主義の大義に対する脅威や社会主義の共同体の安全に対する脅威が見られるとき、全体として、これはその国の人民だけの問題ではなく、すべての社会主義国にとっての共通の厄介事であり、懸念事項となるのです
[
15
]
[
16
]
。
```

この政策は、チェコスロヴァキアへの軍事侵攻についてイデオロギーの側面で正当化するものとなった。
ポーランド統一労働者党第一書記、ヴワディスワフ・ゴムウカ(Władysław Gomułka)は、アレクサンデル・ドゥプチェクと、「人間の顔をした社会主義」計画を嫌っていた。歴史家のウカス・カミンスキーによれば、1968年7月、ポーランドの政治局での会議にて、ゴムウカが「ブレジネフが軍事介入を躊躇している」様子に不満を漏らしており、「場合によってはポーランドが軍事作戦を実行する用意がある」と発言した記録が残っている、という。「もちろん、それは現実的ではないが、当時のポーランドの指導者がいかなる立ち位置にあったか、を示している」と指摘した。また、カミンスキーは「ブレジネフ・ドクトリン」について、『ゴムウカ・ブレジネフ・ドクトリン』と呼ぶべきだ」と述べた。
モスクワのソ連共産党指導部は、チェコスロヴァキアの共産指導者たちがモスクワから独立した国内政策を追求した場合、ソ連がチェコスロヴァキアに対する支配力を失う可能性を恐れた。このような事態の展開は、東ヨーロッパにおける社会主義圏を、政治的にも軍事戦略的にも分裂させる恐れがあった。ソ連共産党指導部は、チェコスロヴァキアで起こりつつある変化について、社会主義およびワルシャワ条約機構にとって大いなる脅威である、と判断していた。チェコスロヴァキアがソ連の影響下から脱却した場合、ソ連の他の衛星国もこの流れに追随し、そうなれば、ソ連は「外堀」を失う危険性があった。西側諸国およびNATOがソ連に侵攻するとなれば、ポーランド、チェコスロヴァキア、東ドイツといったソ連の衛星国を通過する必要があり、「外堀」とはこれらの衛星国を意味した。チェコスロヴァキアが西側諸国で見られるような政策を実施し、NATOにも加盟した場合、チェコスロヴァキアの東部に核兵器（戦術および戦略）が配備される可能性が生じることになり、そのような事態はソ連にとって安全保障上の政治的脅威となりうるものであり、到底容認できる状況ではなかった。9月9日に実施される予定の党大会で、チェコスロヴァキア全土から代表者が集まり、特定の多数派が勝利する事態を想定したソ連は、何としてでもそのような事態を阻止せねばならず、成り行きに任せるわけにはいかなかった。1968年4月の時点で、ソ連は最後の手段として、チェコスロヴァキアへの軍事介入を計画していた。1968年4月12日、モスクワでは、「必要に応じて、作戦名『ドナウ作戦』を実行に移さねばならない」との決定が下された。ソ連の陸軍大将、アレクセイ・イェーピシェフは、「社会主義の大義に献身的なチェコスロヴァキアの共産主義の同志たちが、ソ連や他の社会主義国家に対し、社会主義を防衛するための支援を求めるつもりならば、ソ連軍にはその国家間の義務を果たす用意がある」と発言した。
ウクライナ共産党第一書記、ペトロ・シェレストは、軍事介入を積極的に支持した人物の一人であった。彼は、「チェコスロヴァキアは西ウクライナに反社会主義思想の毒を感染させる可能性がある」と発言した。
1980年代の時点で、ソ連は深刻な経済問題と深刻な食糧不足に直面していた。1985年にソ連の指導者となったミハイル・ゴルバチョフ(Михаил Горбачев)は、「グラースノスチ」「ペレストロイカ」と呼ばれる改革政策を導入したが、事態の深刻さはゴルバチョフが予想していた以上に急速に進行していた。
1988年の秋、ゴルバチョフはニューヨークを訪問し、連合国の会議の場で「ブレジネフ主義を廃止する」趣旨を述べ、「我々は東ヨーロッパにおける社会主義勢力を維持するつもりは無い」と宣言した。ソ連国家保安委員会の分析総局長で中将のニコライ・セルゲーエヴィチ・レオーノフによれば、「『ブレジネフ・ドクトリン』はかなり早くに廃止されたが、ソ連にはもはやこれを実行するだけの力が無いことを理知的な人々が理解していたからだ」という。1980年、ラウル・カストロ(Raúl Castro)がモスクワに招待された際、「ソ連はキューバのために戦うことは無いだろう」と言われ、ラウルはこの回答に唖然とした。1981年、ポーランドにて、反共主義組織の独立自主管理労働組合「連帯」が結成された際、ヴォイチェフ・ヤルゼルスキ(Wojciech Jaruzelski)は「戒厳令を布告するつもりなのですが、ソ連はこれを支持しますか？」と尋ねた。これに対し、ミハイル・スースロフ(Михаил Суслов)は「我が国はそちらに軍事支援を提供することはできない」と答えた。レオーノフによれば、ゴルバチョフがニューヨークにて前述の声明を発表した時点で、「ブレジネフ・ドクトリンはもはや放棄されていたのだ」という。
1989年12月2日から12月3日にかけて、ゴルバチョフとジョージ・ハーバート・ウォーカー・ブッシュ(George Herbert Walker Bush)が会談を行った際、ゴルバチョフは「我々としては、平和的な変化を支持しており、干渉するつもりはありません。将来の意思決定の過程にも干渉はしません。その国の国民自身がどうするのかを、外部からの干渉無しで決めさせるのです」と述べた。
ゴルバチョフ自身は、早い段階で軍事介入政策を放棄するつもりであったが、公の場でそれの放棄を見せることについては曖昧な姿勢を取った。タデウシュ・マゾヴィエツキ(Tadeusz Mazowiecki)によれば、「1988年8月の時点で、ゴルバチョフが介入してくるとは誰も考えていなかった」という。しかし、深刻な懸念はあった。ソ連が経済的圧力をかけてくる可能性、エーリッヒ・ホーネッカー(Erich Honecker)や他の同盟国がどのような行動に出るか、そして、「ゴルバチョフが生き残れなかった場合はどうなるだろうか」というものであった。1985年以降、ソ連は社会主義陣営の内部の変化に対する介入と厳格な管理という様式を徐々に放棄していった。1980年代後半の時点で、ソ連には同盟国を軍事力で支配下に収める能力はまだあった。1990年の時点でも、数十万人規模のソ連軍が東ヨーロッパに残っていた。
1989年12月4日、ワルシャワ条約機構に加盟する国々による首脳会議がモスクワで開催された。この会議で、ブルガリア、東ドイツ、ポーランド、ハンガリー、ソ連の首脳による共同宣言が採択された。
「1968年のチェコスロヴァキアに対する軍事介入は、主権国家に対する内政干渉であり、非難されなければならない」「国家間の関係において、国家の主権と独立の原則は厳格に尊重されるべきである。極めて複雑な国際情勢においても、それがいかに重要であるかは歴史が証明している」
この首脳会議にはルーマニアも参加したが、ルーマニアは1968年8月の軍事侵攻には参加しなかったため、この共同宣言には署名しなかった。この首脳会議に出席したルーマニアの共産指導者、ニコラエ・チャウシェスク(Nicolae Ceauşescu)はソ連に対し、東ヨーロッパおよび中央ヨーロッパのすべての国々、チェコスロヴァキア、ハンガリー、ポーランド、ドイツからソ連軍を撤退させるよう要求した。
1979年、ソ連がアフガニスタンに軍事侵攻した際、アフガニスタンにおける反ソ連の抵抗勢力は外国から多大な援助を受けており、ソ連には首都を制圧できなかった。アフガニスタンの軍事情勢は「ゴルバチョフ・ドクトリン」の台頭の原因となり、「撤退しない」との意見は不利になった。対ゲリラ訓練を実行しなかった点を含め、アフガニスタンでの任務におけるソ連軍の準備が不十分であったため、ソ連軍は弱体化した。モスクワは、紛争は軍事では解決できないことに気付いた。ミハイル・ゴルバチョフは軍事介入を支持しなかった。
1991年1月13日、リトアニアのヴィリニュスにソ連が軍事侵攻し、少なくとも14人がソ連軍に殺された。1990年3月11日、リトアニア共和国最高評議会はリトアニア国家の独立の回復を宣言した。ソ連はリトアニアの決定に対し、軍事力による威嚇と誇示を続けた。1991年1月10日、ミハイル・ゴルバチョフはリトアニア共和国最高評議会に最後通牒の書簡を送り、1990年3月11日以前の状態に戻すよう要求したが、リトアニア共和国最高評議会はゴルバチョフの要求を拒否した。
2019年3月、リトアニアの裁判所は、1991年の軍事侵攻で行われた犯罪で、ソ連軍の将校やソ連当局者67人に対し、「戦争犯罪および人道に対する罪」を理由として有罪判決を下した。ロシアが法廷への協力を拒否したことで欠席した一名を除いて、全員に懲役刑が宣告された。しかしながら、ロシアとベラルーシは容疑者の引き渡しを拒否し、被告人の大半は法廷に出廷せず、欠席裁判となったため、彼らの刑が執行される可能性は極めて低い。ゴルバチョフは起訴されなかったが、証言については拒否し続けている。また、ゴルバチョフに対する民事訴訟は続いており、「軍を指揮する立場にあったゴルバチョフは、流血の事態を防ぐにあたり、何もしようとしなかった」と明記された。
リトアニア人の心理学者、ロベルタス・ポヴィライティス(Robertas Povilaitis)は、1991年1月の軍事侵攻で父親をソ連軍に殺された。ロベルタスは「世界は彼の善行を記憶しているが、それと同じくらい重要なのは、ゴルバチョフが戦争犯罪と人道に対する罪に関与したことだ」とゴルバチョフを非難した。2022年8月30日、ミハイル・ゴルバチョフは死んだ。その後、欧州委員会委員長のウルズラ・フォン・デア・ライエン(Ursula von der Leyen)はゴルバチョフについて「信頼と尊敬を集める指導者」と呼んだ。これについて、ポヴィライティスは「リトアニア、ラトヴィア、エストニアは、EUの正式な加盟国であるにもかかわらず、この男が現在のEU国民の虐殺の組織化に加担したということについて、彼女はまるで理解できていない」と非難している。リトアニアの国防大臣、アルヴィダス・アヌサウスカス(Arvydas Anusauskas)は、「平和的抗議活動に対し、容赦の無い弾圧を命じた犯罪者だ」と断じ、ゴルバチョフを非難した。リトアニアの外務大臣、ガブリエリウス・ランズベルギス(Gabrielius Landsbergis)は、「リトアニア人はゴルバチョフを美化することはないだろう」「ゴルバチョフ政権は我が国の占領を延長するために民間人を殺害した。この事実だけをもってしても、決して忘れることはない」「ゴルバチョフの軍隊は、非武装の抗議参加者たちに発砲し、戦車の下敷きにして押し潰した。ゴルバチョフのことを思い出す際には、このことを忘れない」と書いた。
この軍事侵攻について、ゴルバチョフは「リトアニア政府に責任がある」と非難した。
1991年1月の侵攻当時、リトアニアの当局者は、「ソ連軍による襲撃は、民主的に選出されたリトアニア政府を叩き潰すために綿密に計画された作戦であり、その計画の概要について、ミハイル・ゴルバチョフは事前に知っていた、と確信している」と明言した。欧州外交問題評議会の上級政策研究員、カドリ・リークは「ゴルバチョフはバルト三国の独立には反対していた」と述べた。
ボリス・イェリツィン(Борис Ельцин)は、ソ連軍によるリトアニアへの侵攻を強く非難した。1991年9月7日、ロシアの大統領に選出されたイェリツィンは、リトアニア、エストニア、ラトヴィアの独立を正式に承認した。
リトアニア当局は、1992年以来、ゴルバチョフから何度となく証言を得ようとしたが、検察庁や裁判所からの正式な要請であっても無視・拒否された。ゴルバチョフは証言を拒否し続けた。
2014年5月、欧州委員会委員長のジョゼ・マヌエル・バローゾ(José Manuel Barroso)は、ウクライナで起こりつつある出来事について触れ、「主権制限論の原則は歴史の本に載せるべきだ」と述べた。「モスクワの外交政策が、ブレジネフの時代のそれに回帰した」と認識された。

## 資料
- The Logic of 1989: The Soviet Peaceful Withdrawal from Eastern Europe
- Доктрина вмешательства